# Hávamál
L'Hávamál (Discorso dell'Eccelso) è la seconda composizione dell'Edda poetica.
Come la Profezia della Veggente, anche questo è un lungo monologo, e a parlare è Odino, qui chiamato con l'epiteto di Hár (l'Alto o l'Eccelso), da cui anche gli altri titoli con i quali il poema è conosciuto: Canzone dell'Alto o Canzone dell'Eccelso.  Evidenze storiche e linguistiche mostrano che le sue parti più antiche risalgono con ogni probabilità all'inizio del X secolo.
La parte di argomento sapienziale è limitata rispetto a quella sentenziale: buona parte del lunghissimo poema è infatti occupato da una lunga sequenza di massime che riguardano le occorrenze della vita quotidiana e il giusto comportamento da tenersi nei rapporti tra gli uomini, e tra uomo e donna.
Da questo punto di vista il poema risulta interessante come documento psicologico del mondo della Scandinavia medievale.
Ne sortisce il ritratto di un popolo piccolo ma vigoroso, tenace e fiero, avvezzo alla lotta contro una natura ostile e alla sopravvivenza in tempi di violenza e di sopraffazione.
La parte più strettamente sapienziale comprende invece alcuni preziosi passaggi sulle rune e sui canti magici. Vi sono poi rapide esposizioni di tre importanti miti riguardanti Odino: la mancata seduzione della figlia di Billingr, il furto dell'idromele della poesia, l'acquisizione delle rune da parte di Odino.